# Northwich Victoria F.C.
Northwich Victoria Football Club er en engelsk fodboldklub baseret i Northwich, Chesire, der spiller sine hjemmekampe på Townfield, sammen med Barnton. Klubben spiller i øjeblikket i North West Counties League Premier Division, det niende niveau i den engelske fodboldpyramide, efter en nedrykning fra Northern Premier League efter 2016-17-sæson.
Den oprindelige klub blev etableret i 1874 og er navngivet efter daværende regerende monark, Dronning Victoria, før de blev nedlagt og slået sammen med Hartfod og Davenham United i februar 1890, hvor den nye klub tog det det gamle Northwich Victoria-navn. Klubben var en af grundlæggerne af flere ligaer, inklusiv Football League Second Division, i hvilken de deltog i kun to sæsoner, fra 1892 til 1894.
De spillede på de samme Drill Field-bane i mere end 125 år. På et tidspunkt ansås Drill Field som værende det ældste stadion i verden hvor fodbold er blevet spillet kontinuerligt. Det blev dog revet ned i 2002, og efter at have delt bane med deres lokalrivaler Witton Albion, startede de 2005-06 sæson på deres nye stadion Victoria Stadium i Wincham, lige uden for Northwich og overfor Trent & Mersey Canal, der adskilte dem fra deres rivaler. Stadionet blev senere revet ned.